# Lực lượng Đổ bộ đường không, Quân đội nhân dân Việt Nam
Lực lượng đổ bộ đường không (còn gọi là Binh chủng Nhảy dù) là một trong 8 binh chủng thuộc Quân chủng Phòng không - Không quân, Quân đội nhân dân Việt Nam có chức năng phối hợp với các đơn vị không quân vận tải sử dụng các loại máy bay, trực thăng vận tải nhằm thực hiện các cuộc đổ bộ bằng đường không, thả dù tiếp tế hàng hóa và cả thiết giáp dù (thả dù xe cơ giới). Đây là binh chủng đặc biệt tinh nhuệ, được trang bị đầy đủ và hiện đại của Không quân Nhân dân Việt Nam, đã trải qua nhiều giai đoạn hình thành và phát triển từ khi Không quân Nhân dân Việt Nam được thành lập nhưng chỉ tồn tại trong 1 khoảng thời gian ngắn. Đến giữa năm 1967 lữ đoàn được giải thể và chuyển hết thành bộ đội đặc công và một số về Không quân theo yêu cầu phát triển thêm một số trung đoàn và sư đoàn bay chiến đấu, chỉ còn các đơn vị tiếp tế hàng hóa qua đường hàng không. Nhưng sau khi Chiến tranh Việt Nam kết thúc thì các đơn vị lính dù lại được khôi phục nhằm phục vụ chiến đấu nhưng còn rất hạn chế. Ngày nay, các đơn vị lính dù chủ yếu là các lực lượng đặc công biệt động, đặc công bộ đảm nhiệm.
Thành lập: 30 tháng 8 năm 1958, Sư đoàn 305 - tiền thân của Bộ Tư lệnh Dù.

## Lịch sử
Cuối năm 1958, đầu năm 1959, Cục Cán bộ - Tổng cục Chính trị đã đến trường Bổ túc văn hóa Quân đội Lạng Sơn lấy người đưa về Viện Quân y 108 Hà Nội khám tuyển được vài chục đồng chí để phát triển lực lượng cho không quân, trong đó có Trần Mạnh, Nguyễn Phúc Trạch (sau này chỉ huy trung đoàn không quân 923).
Ngày ấy, Tư lệnh và cơ quan Cục Hàng không còn đóng "đại bản doanh" ở khu vực sân bay Gia Lâm, đại tá Đặng Tính là Cục trưởng và thượng tá Hoàng Thế Thiện là Chính ủy.
Ngay trong năm 1959, đoàn dù sang tập luyện tại căn cứ của sư đoàn đổ bộ đường không Trung Quốc. Đoàn gồm có 41 cán bộ chiến sĩ lấy từ các đơn vị chiến đấu chống Pháp trên khắp các chiến trường cả nước, như đại úy Trần Thẩm, thượng úy Bùi Duy Trinh, chuẩn úy Vũ Minh Ngọc thuộc đại đoàn 312 (sư đoàn 312) đã tham dự chiến dịch Điện Biên Phủ năm 1954, đại úy Đặng Nhơn là quân Nam tiến, chuẩn úy Đại từ chiến trường Trung Bộ, chuẩn úy Cao Minh Dương chiến đấu ở chiến trường Nam Bộ.
Mùa hè năm 1960, đoàn dù tiến hành nhảy dù thực tập lần đầu trên vùng đất bãi Yên Lãng ven bờ Bắc sông Hồng thuộc Phúc Yên, Vĩnh Phúc.
Tiền thân của lữ đoàn dù đầu tiên của Quân đội nhân dân Việt Nam là sư đoàn 305 bộ đội khu 5 tập kết. Sau khi nhiều chiến sĩ chuyển về các đơn vị chuẩn bị Nam tiến đến đầu năm 1961, Tổng Quân ủy và Bộ Tổng tư lệnh quyết định thành lập Lữ đoàn Dù 305, đáp ứng nhiệm vụ bảo vệ miền Bắc, chi viện miền Nam, chính ủy của đơn vị này là Thượng tướng Nguyễn Nam Khánh và sau nay ông là chính ủy đầu tiên của Bộ tư lệnh dù. Ông đã may mắn trở thành chính ủy đầu tiên của lữ đoàn và còn lập nên một kỷ lục quân sự: Là chiến sĩ đầu tiên của quân đội ta thực hiện nhảy dù.

### Huấn luyện
Với sự giúp đỡ của các chuyên gia nhảy dù Liên Xô (5 chuyên gia) đoàn dù tập trung sức lực nhằm nhanh chóng xây dựng lữ đoàn dù 305 lớn mạnh (lữ đoàn dù 305 được thành lập vào đầu năm 1961), tại khu vực Bắc Giang với các bãi nhảy lớn (Buộm - huyện Lạng Giang, Chũ - huyện Lục Ngạn).
Bộ đội dù thuộc loại binh chủng có trang thiết bị kỹ thuật cao để bảo đảm tính cơ động và đột kích nhanh nhất, nên chi phí rất tốn kém và được gọi là binh chủng của "quân đội nhà giàu" với hệ thống sân bay, máy bay các loại, hàng vạn chiếc dù cùng các trang thiết bị khí tài khác rất đắt tiền. Bốn chiếc dù ngày đó trị giá bằng một chiếc xe Mô-kô-vích và mỗi chiếc dù chỉ sử dụng được cho 25 lần nhảy. Tuy nhiên, bộ đội ta phải huấn luyện kiểu… nhà nghèo, tiết kiệm dù. Trước khi nhảy dù, họ phải tập luyện nhảy các "bậc tam cấp" ở dưới đất rất vất vả.
Hàng vạn lượt nhảy dù đã được tiến hành an toàn trên các loại máy bay An-2, Li-2, IL-14 và cả trên khinh khí cầu lớn.
Năm 1962 đã thực hành nhảy dù diễn tập đội hình lớn với sự tham dự của toàn bộ đoàn dù thuộc lữ đoàn dù 305 với hơn 200 bộ đội dù trên 9 máy bay Li-2 đánh chiếm đầu cầu bến vượt sông tại khu vực Bắc Ninh, Hải Dương, phối hợp bảo đảm cho các binh chủng vượt sông chiến đấu.
Ngoài huấn luyện nhảy dù cơ bản tại bãi nhảy đã chuẩn bị còn tổ chức nhảy nâng cao trình độ trên các địa hình phức tạp và thời tiết khác nhau: Nhảy dù xuống nước tại các hồ Đại Lải (Vĩnh Phúc), hồ Đầm Nậu (huyện Tam Nông, Phú Thọ), nhảy đêm xuống vùng đồi Lục Ngạn (Bắc Giang), nhảy phân đội trinh sát xuống khe, thung lũng hẹp vùng Nghĩa Lộ (Yên Bái), nhảy dù xuống rừng Hữu Lũng (Lạng Sơn).
Một sự kiện đặc biệt là mùa thu năm 1962, Bộ Quốc phòng, Cục Quân huấn đã tổ chức hai đội: Đội nhảy dù và đội mô tô để tham dự Đại hội thể thao các nước XHCN lần 2 (SKDAII - 1962) tại Tiệp Khắc.

### Hoạt động dù phục vụ chiến đấu

#### Chiến trường Lào
Cuối năm 1960 đầu năm 1961, khi đoàn dù đang tập luyện nâng cao tại Trung Quốc thì được lệnh về gấp. Đoàn được máy bay Trung Quốc đưa từ sân bay Vũ Hán bay về hạ cánh tại sân bay Gia Lâm, rồi ngay trong đêm đó, đoàn kỹ thuật dù bắt tay vào công việc cùng các bộ phận hậu cần, kỹ thuật Cục Không quân và tổ bay chuẩn bị cho hoạt động tiếp tế cho bộ đội Pathet Lào. Ngoài ra còn có các đơn vị thả dù tiếp tế của Liên Xô hỗ trợ tham chiến, phối hợp thả dù hàng hóa bằng các máy bay An-2. Trong suốt quá trình phục vụ chiến đấu chiến trường Lào đã thả hàng triệu tấn vũ khí, khí tài, lương thực an toàn đến tay các đơn vị chiến đấu.

#### Chiến trường miền Nam
Trong cuộc nổi dậy tổng công kích tết Mậu Thân năm 1968 của quân giải phóng miền Nam vào các thành phố và đô thị lớn trên toàn miền Nam, bộ đội dù đã hiệp đồng chặt chẽ với các tổ lái máy bay, với ý chí chiến đấu cao, trình độ kỹ thuật được nâng cao đã vượt qua mọi khó khăn, bay đêm trong thời tiết xấu, bị địch phát hiện khống chế, phải luồn lách núi, thay đổi độ cao, chuyển đổi hướng bay thả, đã tiếp tế kịp thời cho bộ đội chiến đấu khu vực Tây Thừa Thiên Huế.

#### Chiến tranh biên giới phía Bắc 1979
Quân chủng Không quân đã tổ chức một số chuyến bay thả vũ khí và lương thực cho một bộ phận chủ lực đang chiến đấu ở khu vực Trà Lĩnh, Đông Bắc thị xã Cao Bằng trong các tình thế luồng tiếp tế băng qua đường số 4 gặp phải rất nhiều khó khăn.

#### Chiến tranh biên giới Tây Nam 1979
Năm 1979, trong Chiến dịch phản công biên giới Tây-Nam Việt Nam, khi các đơn vị bộ binh của Quân đội nhân dân Việt Nam đang cố đánh chiếm Phnom Penh thì một đội đặc công nhảy dù xuống Phnom Penh nhằm giải cứu Hoàng thân Sihanouk, nhưng bị Khmer Đỏ phát hiện và tiêu diệt hết, chỉ duy nhất một người sống sót.

### Lính dù hạ máy bay
Đó là một sáng tạo độc đáo ở Việt Nam. Bộ đội Việt Nam đã sử dụng khinh khí cầu gắn mìn định hướng để tiêu diệt kẻ thù. Khinh khí cầu được thả lơ lửng tạo thành các chướng ngại vật trên không, giống như bãi chông mìn trên trời nhằm chống lại chiến thuật bay thấp, luồn lách theo các cửa sông, dải núi rừng vào đánh lén các mục tiêu quân sự, chính trị, kinh tế, cầu giao thông quan trọng ở miền Bắc Việt Nam.
Bằng cách này, QĐNDVN đã tiêu diệt được 3 máy bay địch, một máy bay AD6 của Mỹ ở Ninh Bình (1967), một ở dọc sông Hồng (1966) và một ở bắc Sông Bến Hải, thuộc tỉnh Quảng Trị (1966).

### Một số trường hợp tử nạn của bộ đội nhảy dù
Trong đợt nhảy dù chào mừng ngày Quốc tế lao động 1-5-1964 tại sân bay Cát Bi, Hải Phòng một tai nạn đã xảy ra, toàn bộ kíp lái một máy bay An-2 thả dù cùng một lính nhảy dù đã hy sinh. Cánh quạt của chiếc An-2 bay thả dù đội hình phía sau do phi công Tình là lái chính đã va quệt vào cánh bên phải của chiếc An-2 bay phía trước do phi công Cẩn là lái chính và bị gãy văng đi. Tất cả bộ đội nhảy dù trên chiếc máy bay này đều được lệnh thoát ra ngoài. Trong máy bay còn lại hai chỉ huy thả dù. Một người tên Trinh kịp thoát ra khi máy bay vừa chúi xuống, mở dù và tiếp đất an toàn. Người thứ hai tên Thao tuy có mở dù nhưng không kịp và đã hy sinh gần sát chỗ chiếc máy bay An-2 cắm xuống đất.
Trong cuộc nổi dậy tổng công kích tết Mậu Thân 1968 trong khi tiến hành các đợt thả dù tiếp tế cho bộ đội ở chiến trường Thừa Thiên Huế đã có 3 máy bay gồm cả kíp lái cùng nhân viên kỹ thuật thả dù, tổng cộng 7 cán bộ chiến sĩ đã hy sinh trên chiến trường Trị-Thiên, đó là: thượng úy chính trị viên đội thả dù sân bay Gia Lâm tên Toàn và sáu người khác là Lưa, Huy, Ngạc, Thái, Thịnh và Thương.
Ngày 7/7/2014 trong khi thực hiện bay huấn luyện nhảy dù tại Hòa Lạc máy bay trực thăng Mi171 mang số hiệu 01 của Trung đoàn Không quân trực thăng 916, Sư đoàn Không quân 371, Quân chủng Phòng không - Không quân đã bị mất liên lạc và rơi. Máy bay Mi171 cất cánh từ sân bay Hòa Lạc lúc 7h30 đến 7h46 thì mất liên lạc và rơi. Sau khi rơi xuống, chiếc máy bay đã bốc cháy dữ dội. Lực lượng cứu hỏa, cứu thương... đã được điều động khẩn trương đến hiện trường vụ việc. Khoảng 8h20 phút sáng nay, ngọn lửa đã bị dập tắt. Vụ tai nạn máy bay khiến 20 chiến sĩ hy sinh và 1 chiến sĩ bị thương.

## Lực lượng hiện nay
Như đã nói ở trên, hiện nay, thành phần chính của Lực lượng đổ bộ đường không là những chiến sĩ đặc công thực hiện các nhiệm vụ nhảy dù, đổ bộ từ đường hàng không. Ngoài ra còn có các đơn vị không quân vận tải tham gia các nhiệm vụ thả dù hàng hóa. Binh chủng nhảy dù là một trong những binh chủng được chi tiêu nhiều nhất nhằm duy trì hoạt động.
Ví dụ như về trang thiết bị tối quan trọng của lính dù là chiếc dù. Hiện nay, Quân đội nhân dân Việt Nam chủ yếu sử dụng các loại dù nhảy của Nga (chưa nói đến các loại dù hàng và cả dù cho xe cơ giới cần phải có khả năng chịu trọng lượng tốt hơn rất nhiều). Dù D5, loại dù được trang bị chủ yếu cho các lính đặc công dù của Việt Nam có giá khoảng 3000 USD cho mỗi một cái, mà mỗi cái cũng chỉ có tuổi thọ khoảng 15 năm, sau đó phải thay thế vì độ an toàn. Ngoài ra còn loại dù dự bị Z-5 cũng có giá từ 700-800 USD/cái nhưng chỉ sử dụng được một lần, giật dù xong coi như bỏ. Ngoài ra mỗi máy giật dù còn có giá có khi đến cả 3000-4000 USD/chiếc.
Nhiệm vụ hiện nay của binh chủng là thực hiện đổ bộ bằng đường không vào các vị trí hiểm yếu,thả dù tiếp tế hàng hóa vào các vị trí hiểm yếu mà bộ binh và hải quân không thể tiếp cận (trong thời chiến) và chống khủng bố, chống bạo loạn, cứu hộ cứu nạn (trong thời bình).

## Trang bị
Các loại xe tăng như ASU-85
Các loại vũ khí của bộ đội dù như súng trường tấn công AKS báng gập, súng carbine CAR-15, carbine M-18,súng trường STV, trung liên RPK và RPD  báng gập, súng bắn tỉa SVD, SVU (biến thể bullpup của SVD) và súng ngắn K-54 (TT-33), K-59 (PM Makarov), CZ 52. Các loại vũ khí trên có đặc điểm gọn, nhẹ, dễ dàng mang theo do đã giảm chiều dài, thích hợp đổ bộ dù. Ngoài ra còn có các loại vũ khí khác như súng phóng lựu M-79, B-41, GP-25 hay Milkor MGL.
Các loại máy bay thả dù trang bị cho binh chủng gồm:
- Antonov An-2
- Antonov An-26
- Trực thăng Mil Mi-8
- Trực thăng Mil Mi-17

## Đào tạo
Trung tâm Quốc gia Huấn luyện Tìm kiếm cứu nạn Đường không,Quân chủng Phòng không – Không quân là đơn vị thực hiện nhiệm vụ huấn luyện nhảy dù cho phi công (phi công phải tập nhảy dù phòng tình huống nguy hiểm xảy ra trên không mỗi năm 2 lần), đặc công và cả cho nhưng người yêu thích môn thể thao nhảy dù của CLB Hàng không miền Bắc và miền Nam (Quân chủng Phòng không-Không quân) bên cạnh nhiệm vụ chính là tìm kiếm, cứu nạn và chữa cháy bằng đường hàng không.